# Mbaqanga
Mbaqanga is een Zuid-Afrikaanse muziekstijl die ontstaan is door de mengeling van muziekstijlen als jazz, marabi en kwela waarbij de saxofoon en de elektrische gitaar de voornaamste instrumenten zijn.